# Грюнфельд, Эрни
Эрнест «Эрни» Грюнфельд (англ. Ernest "Ernie" Grunfeld; род. 24 апреля 1955, Сату-Маре, Румыния) — американский профессиональный баскетболист и генеральный менеджер трёх клубов НБА. В последнее время работавший главным менеджером команды «Вашингтон Уизардс».

## Ранние годы
Эрни Грюнфельд родился в городе Сату-Маре (жудец Сату-Маре, Румыния), в 1964 году вместе с родителями, Алексом и Ливией, эмигрировал в США, где учился в Куинсской школе Форест-Хиллс, в которой играл за местную баскетбольную команду. В 1977 году окончил Университет Теннесси, где в течение четырёх лет играл за команду «Теннесси Волонтирс», в которой провёл успешную карьеру, набрав в итоге 2249 очков и 664 подбора, к тому же один раз помог выиграть своей команде регулярный чемпионат Юго-Восточной конференции (1977), а также один раз — турнир Юго-Восточной конференции (1979). Свитер под номером 22, под которым Грюнфельд выступал за «Теннесси Волонтирс», был изъят из обращения и вывешен под сводами «Томпсон-Болинг-арены», баскетбольной площадки, на которой «Волонтёры» проводят свои домашние матчи.

## Карьера игрока
Играл на позиции лёгкого форварда и атакующего защитника. В 1977 году был выбран на драфте НБА под 11-м номером командой «Милуоки Бакс». Позже выступал за команды «Канзас-Сити Кингз» и «Нью-Йорк Никс». Всего в НБА провёл 9 сезонов. В 1977 году признавался баскетболистом года среди студентов Юго-Восточной конференции, а также включался во 2-ю всеамериканскую сборную NCAA. Всего за карьеру в НБА сыграл 693 игры, в которых набрал 5124 очка (в среднем 7,4 за игру), сделал 1815 подборов, 1419 передач, 472 перехвата и 134 блок-шота.

## Карьера в сборной США
Эрни Грюнфельд играл за национальную сборную США, в составе которой выступал на различных соревнованиях. В 1973 году он выиграл в составе сборной США серебряные медали Маккабиады в Рамат-Гане. В 1975 году стал в составе сборной США чемпионом Панамериканских игр в Мехико. В 1976 году стал в составе сборной США олимпийским чемпионом летних Олимпийских игр в Монреале.

## Карьера генерального менеджера
После завершения профессиональной карьеры игрока Грюнфельд на протяжении десяти лет работал на должности генерального менеджера родной команды «Нью-Йорк Никс» (1989—1999), сменив на этом посту Дэйва Чеккеттса, затем четыре года на той же должности в клубе «Милуоки Бакс» (1999—2003). В июне 2003 года устроился на должность генерального менеджера в команду «Вашингтон Уизардс», сменив на этом посту Уэса Анселда. После 16 сезонов с командой был уволен в апреле 2019 года.

## Статистика

### Статистика в НБА
| Сезон                                                                                    | Команда     | Регулярный сезон | Регулярный сезон | Регулярный сезон | Регулярный сезон | Регулярный сезон | Регулярный сезон | Регулярный сезон | Регулярный сезон | Регулярный сезон | Регулярный сезон | Регулярный сезон | Серия плей-офф | Серия плей-офф | Серия плей-офф | Серия плей-офф | Серия плей-офф | Серия плей-офф | Серия плей-офф | Серия плей-офф | Серия плей-офф | Серия плей-офф | Серия плей-офф |
| Сезон                                                                                    | Команда     | GP               | GS               | MPG              | FG%              | 3P%              | FT%              | RPG              | APG              | SPG              | BPG              | PPG              | GP             | GS             | MPG            | FG%            | 3P%            | FT%            | RPG            | APG            | SPG            | BPG            | PPG            |
| ---------------------------------------------------------------------------------------- | ----------- | ---------------- | ---------------- | ---------------- | ---------------- | ---------------- | ---------------- | ---------------- | ---------------- | ---------------- | ---------------- | ---------------- | -------------- | -------------- | -------------- | -------------- | -------------- | -------------- | -------------- | -------------- | -------------- | -------------- | -------------- |
| 1977/78                                                                                  | Милуоки     | 73               |                  | 17,3             | 44,3             |                  | 65,7             | 2,7              | 2,0              | 0,7              | 0,3              | 6,9              | 7              |                | 11,0           | 53,1           |                | 80,0           | 1,6            | 2,4            | 0,4            | 0,1            | 5,4            |
| 1978/79                                                                                  | Милуоки     | 82               |                  | 21,7             | 49,3             |                  | 76,1             | 4,4              | 2,6              | 0,7              | 0,2              | 10,3             | Не участвовал  | Не участвовал  | Не участвовал  | Не участвовал  | Не участвовал  | Не участвовал  | Не участвовал  | Не участвовал  | Не участвовал  | Не участвовал  | Не участвовал  |
| 1979/80                                                                                  | Канзас-Сити | 80               |                  | 17,5             | 44,3             | 50,0             | 77,1             | 2,9              | 1,4              | 0,7              | 0,1              | 5,9              | 3              |                | 10,7           | 55,6           | -              | 33,3           | 0,3            | 0,0            | 0,3            | 0,0            | 3,7            |
| 1980/81                                                                                  | Канзас-Сити | 79               |                  | 20,1             | 53,5             | -                | 74,3             | 2,6              | 2,6              | 0,8              | 0,2              | 7,5              | 15             |                | 42,2           | 48,8           | 50,0           | 80,6           | 4,2            | 5,9            | 2,0            | 0,6            | 16,8           |
| 1981/82                                                                                  | Канзас-Сити | 81               | 11               | 23,4             | 51,1             | 14,3             | 82,1             | 2,2              | 3,4              | 0,9              | 0,5              | 12,7             | Не участвовал  | Не участвовал  | Не участвовал  | Не участвовал  | Не участвовал  | Не участвовал  | Не участвовал  | Не участвовал  | Не участвовал  | Не участвовал  | Не участвовал  |
| 1982/83                                                                                  | Нью-Йорк    | 77               | 0                | 18,5             | 44,3             | 0,0              | 82,7             | 2,1              | 1,8              | 0,5              | 0,1              | 5,4              | 6              | 0              | 19,7           | 44,1           | -              | 94,7           | 1,3            | 1,7            | 1,2            | 0,3            | 8,0            |
| 1983/84                                                                                  | Нью-Йорк    | 76               | 6                | 14,7             | 45,9             | 22,2             | 77,1             | 1,6              | 1,4              | 0,6              | 0,1              | 5,2              | 11             | 0              | 7,6            | 47,8           | -              | 100,0          | 0,8            | 0,5            | 0,2            | 0,0            | 2,4            |
| 1984/85                                                                                  | Нью-Йорк    | 69               | 0                | 15,4             | 49,0             | 25,0             | 74,0             | 2,2              | 1,5              | 0,7              | 0,1              | 6,6              | Не участвовал  | Не участвовал  | Не участвовал  | Не участвовал  | Не участвовал  | Не участвовал  | Не участвовал  | Не участвовал  | Не участвовал  | Не участвовал  | Не участвовал  |
| 1985/86                                                                                  | Нью-Йорк    | 76               | 0                | 18,4             | 41,9             | 42,6             | 83,3             | 2,7              | 1,6              | 0,5              | 0,2              | 5,4              | Не участвовал  | Не участвовал  | Не участвовал  | Не участвовал  | Не участвовал  | Не участвовал  | Не участвовал  | Не участвовал  | Не участвовал  | Не участвовал  | Не участвовал  |
|                                                                                          | Всего       | 693              | 17               | 18,6             | 47,7             | 33,7             | 77,0             | 2,6              | 2,0              | 0,7              | 0,2              | 7,4              | 42             | 0              | 22,5           | 48,8           | 50,0           | 82,7           | 2,2            | 2,9            | 1,0            | 0,3            | 8,9            |
| Наведите курсор мыши на аббревиатуры в заголовке таблицы, чтобы прочесть их расшифровку. |             |                  |                  |                  |                  |                  |                  |                  |                  |                  |                  |                  |                |                |                |                |                |                |                |                |                |                |                |